# Sirrhas limbatus
Sirrhas limbatus is een keversoort uit de familie Chalcodryidae. De wetenschappelijke naam van de soort is voor het eerst geldig gepubliceerd in 1893 door Champion.